# Пак Чхун Хун
Пак Чхун Хун (кор. 박충훈, 朴忠勳; 19 січня 1919 — 16 березня 2001) — корейський державний і політичний діяч, виконував обов'язки прем'єр-міністра Республіки Корея влітку 1980 року.

## Біографія
Закінчив Вищу комерційну школу (Кіото, Японія), Національний університет оборони Республіки Корея, курси міжнародних відносин Вищої школи міжнародних досліджень Національного університету Чеджу. Був почесним доктором права Весліанського університету Іллінойсу, США (1968), почесним доктором ділового адміністрування Національного університету Чеджу.
Працював в апараті міністерства оборони, був керівником департаменту фінансів ВПС Південної Кореї.
1961 року отримав пост заступника державного секретаря, потім — заступника міністра, а від 1963 до 1967 року очолював міністерство торгівлі. В 1967—1969 роках був заступником прем'єр-міністра й міністром економічного планування.
Від 1969 до 1973 року працював консультантом у різних державних та наукових структурах, 1973 року став президентом Корейської міжнародної торгової асоціації, був віцепрезидентом Асоціації зі співробітництва між Республікою Корея та Сполученими Штатами. 1979 року обіймав посаду президента Технологічного інституту.
У травні-вересні 1980 року тимчасово виконував обов'язки голови Уряду Республіки Корея.
1981 року був затверджений на посаді члена Національної консультативної ради.